# Bronisław Komorowski (politicus)
Graaf Bronisław Maria Komorowski (Oborniki Śląskie, 4 juni 1952) is een Pools politicus. Van 6 augustus 2010 tot 6 augustus 2015 was hij president van Polen. Eerder was hij onder meer minister van defensie (2000-2001) en voorzitter van de Sejm, het Poolse lagerhuis (2007-2010). In deze laatste functie was hij na de vliegtuigcrash van 10 april 2010, waarbij de zittende president Lech Kaczyński om het leven kwam, ook enkele maanden waarnemend president van Polen. 

## Biografie
Graaf Komorowski stamt uit het Pools adellijke Huis Komorowski, dat uit Litouwen afkomstig is. Hij is de zoon van graaf Zygmunt Leon Komorowski en gravin Jadwiga Szalkowska.
In 1977 studeerde hij aan de Universiteit van Warschau af als historicus. Al vroeg was hij actief als dissident. Samen met de latere minister van binnenlandse zaken Antoni Macierewicz gaf hij een ondergronds tijdschrift uit, Głos. Op 11 november 1979 was hij mede-organisator van een tegen de regering van de Volksrepubliek Polen gericht manifestatie, hetgeen hem in 1980 op een maand gevangenisstraf kwam te staan. In de jaren 1980-1981 was hij betrokken bij de vakbond Solidarność. Tijdens de staat van beleg zat Komorowski geïnterneerd. In de jaren 1981-1989 gaf hij les aan het Lagere Seminarium te Niepokalanów.
Na de val van het communisme in Polen werd Komorowski weer politiek actief. In de jaren 1989-1990 was hij kabinetschef van minister Aleksander Hall en van 1990 tot 1993 was hij viceminister van defensie in de regeringen van Tadeusz Mazowiecki, Jan Krzysztof Bielecki en Hanna Suchocka. Sinds 1991 is hij tevens onafgebroken lid geweest van het Poolse lagerhuis, de Sejm. Als partijpoliticus behoorde Komorowski aanvankelijk tot de Democratische Unie (UD) en later tot de voortzetting hiervan, de Vrijheidsunie (UW). Van beide partijen was hij in de jaren 1993-1995 secretaris-generaal. Hij behoorde tot de rechtervleugel van deze partij en trad als zodanig in 1997 toe tot een nieuwe partij, de Conservatieve Volkspartij (SKL), waarvan hij opnieuw secretaris-generaal en vicevoorzitter werd. De SKL maakte deel uit van de coalitie AWS, die in 1997-2001 de regering vormde. Komorowski was in die periode van 1997 tot 2000 voorzitter van de defensiecommissie van de Sejm. In de jaren 2000-2001 was hij minister van defensie in de regering van Jerzy Buzek.
In 2001 was Komorowski mede-oprichter van het liberale Burgerplatform. Hij werd lid van het landelijk bestuur en in 2006 vicevoorzitter van deze partij. Na de verkiezingen van 2005 werd hij vicevoorzitter van de Sejm. In die periode uitte hij regelmatig kritiek op vooral de buitenlandse en defensiepolitiek van de regeringen van Kazimierz Marcinkiewicz en Jarosław Kaczyński. Na de verkiezingen van 2007 werd hij voorzitter ('maarschalk') van de Sejm; officieel is dit de zwaarste politieke functie in Polen na de president en de premier.
Op 4 juli 2010 versloeg hij Kaczyński's tweelingbroer Jarosław in de tweede ronde van de presidentsverkiezingen. Vier dagen later legde hij het voorzitterschap van de Sejm neer, waardoor hij tevens geen waarnemend president meer was. Op 6 augustus 2010 werd hij geïnstalleerd als president.

## Presidentschap
In 2010 neemt Komorowski naast minister van buitenlandse zaken Radosław Sikorski deel aan de voorverkiezingen binnen het Burgerplatform voor het presidentschap van Polen. Op 27 maart 2010 werd bekendgemaakt dat Bronisław Komorowski deze met 68,5 % van de stemmen had gewonnen en dus de officiële presidentskandidaat van het Burgerplatform voor de presidentsverkiezingen zou worden.
Direct na de vliegramp van Smolensk, waarbij op 10 april 2010 de zittende president Lech Kaczyński om het leven kwam, vervulde Komorowski de functie van waarnemend president van Polen, zoals in het Poolse staatsbestel voorzien is. Zijn eerste beslissing als waarnemend president was het afkondigen van een zevendaagse periode van nationale rouw. In de tweede ronde van de presidentsverkiezingen op 4 juli 2010 werd hij verkozen en versloeg daarmee de tweelingbroer van de omgekomen president, Jarosław Kaczyński. Op 8 juli legde hij zijn voorzitterschap van de Sejm neer, ter voorbereiding op zijn inauguratie als president in augustus 2010. Hiermee kwam direct een eind aan zijn waarnemend presidentschap.
Komorowski was opnieuw kandidaat in de presidentsverkiezingen van 2015. In de tweede ronde, die op 24 mei van dat jaar plaatsvond, werd hij echter met een klein verschil verslagen door Andrzej Duda van de conservatief-nationalistische partij Recht en Rechtvaardigheid (PiS). Zijn ambtstermijn liep af op 6 augustus 2015 met de beëdiging van Duda als president.

## Familie
Graaf Bronisław Komorowski is sinds 1977 gehuwd met Anna Dembowska. Het echtpaar heeft vijf kinderen. In zijn vrije tijd houdt Komorowski van jagen.